# 一次性食品包裝

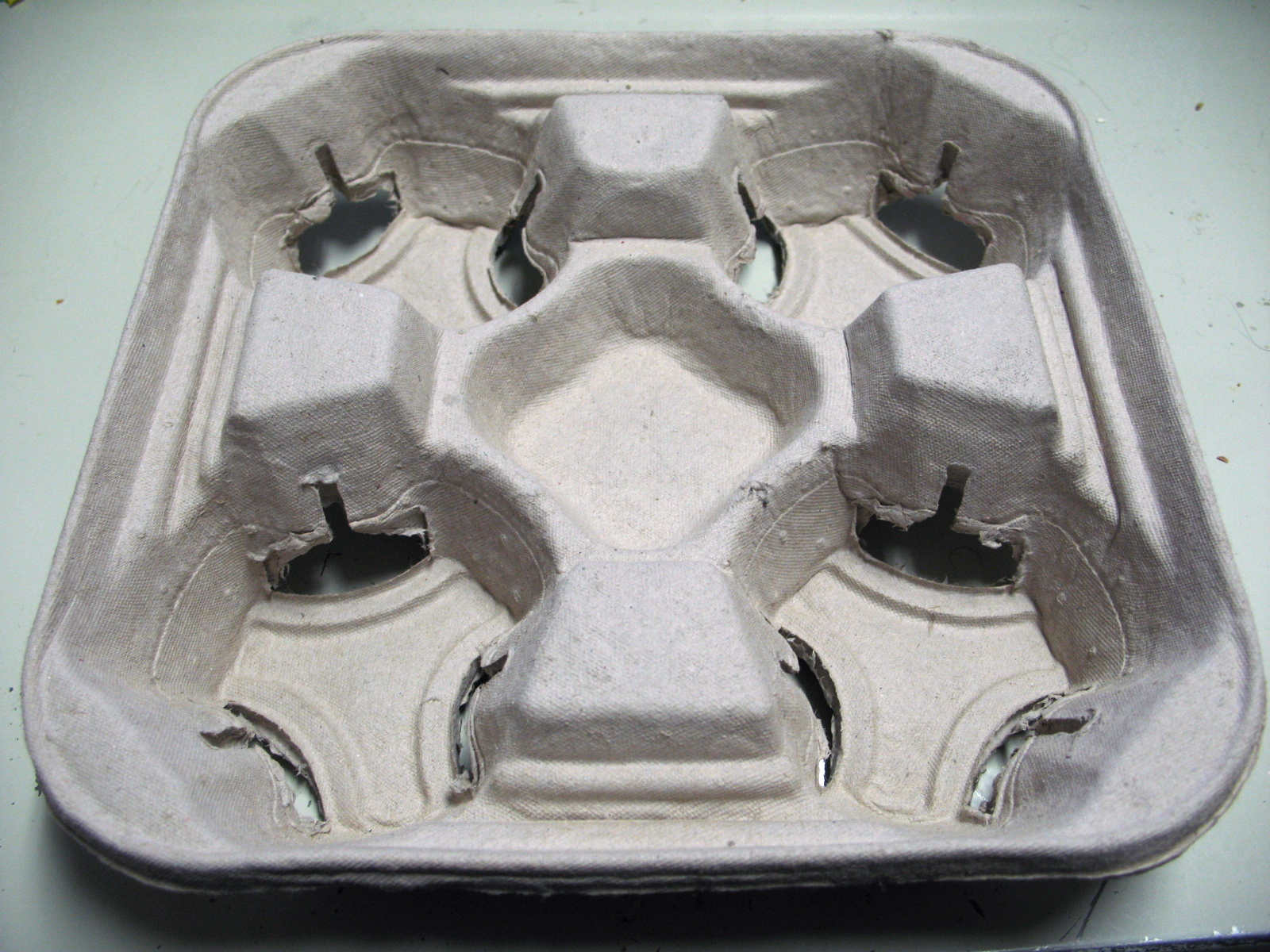
紙塑飲料托架

一次性食品包裝 包括快餐店、外帶餐廳和餐飲場所常見的一次性用品。典型的產品包括保麗龍盒、盤子、碗、杯子、餐具、餐墊和托盤紙。這些產品可以由多種材料製成，包括塑膠、紙張、生物塑料、木材和竹子。
快餐和外帶食品的包裝需要用到大量的材料，這些材料最終會被填埋、回收、堆肥或丟棄。

## 衛生

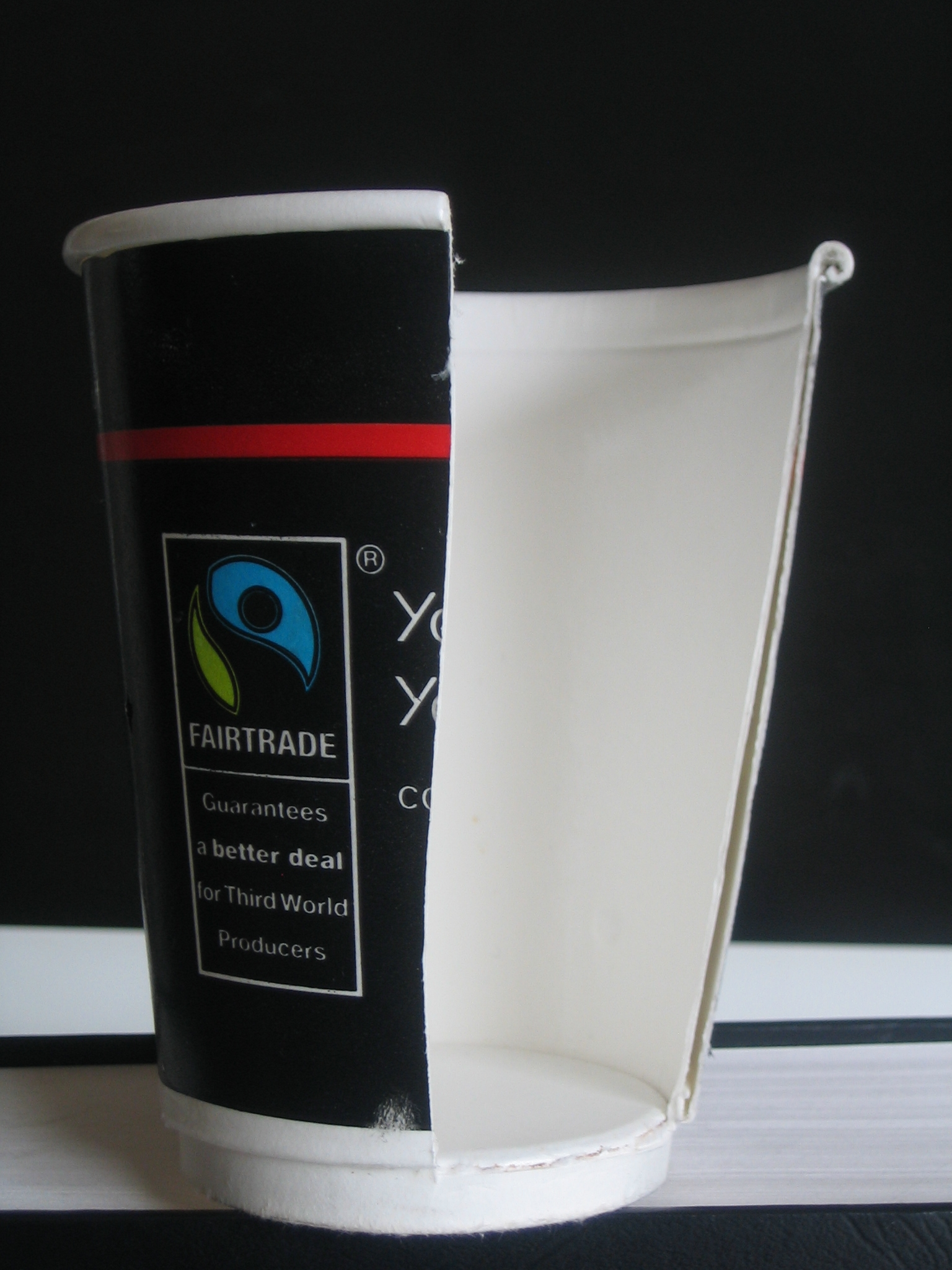
用於熱飲的隔熱紙杯，切開顯示空氣層

使用一次性食品包裝是預防食源性疾病的一步。這些產品一次性使用，有助於減少食品污染和疾病傳播。
美國食品藥品監督管理局的《食品法典》對一次性食品包裝在特定情況下的衛生和健康優勢進行了權威性規定：「沒有清潔和消毒 廚具及餐具設施的食品企業，應僅提供供食品員工使用的一次性廚具、一次性用品、一次性物品以及供消費者使用的一次性用品。」《食品法典》進一步規定：「在一次性使用的情況下使用可能導致消費者使用的一次性用品。

## 材料
一次性食品包裝可以由多種材料製成，每種材料都有其自身的用途和優點。

### 鋁
鋁用於製造鋁箔紙、包裝紙、袋子、容器和托盤。

### 塑膠

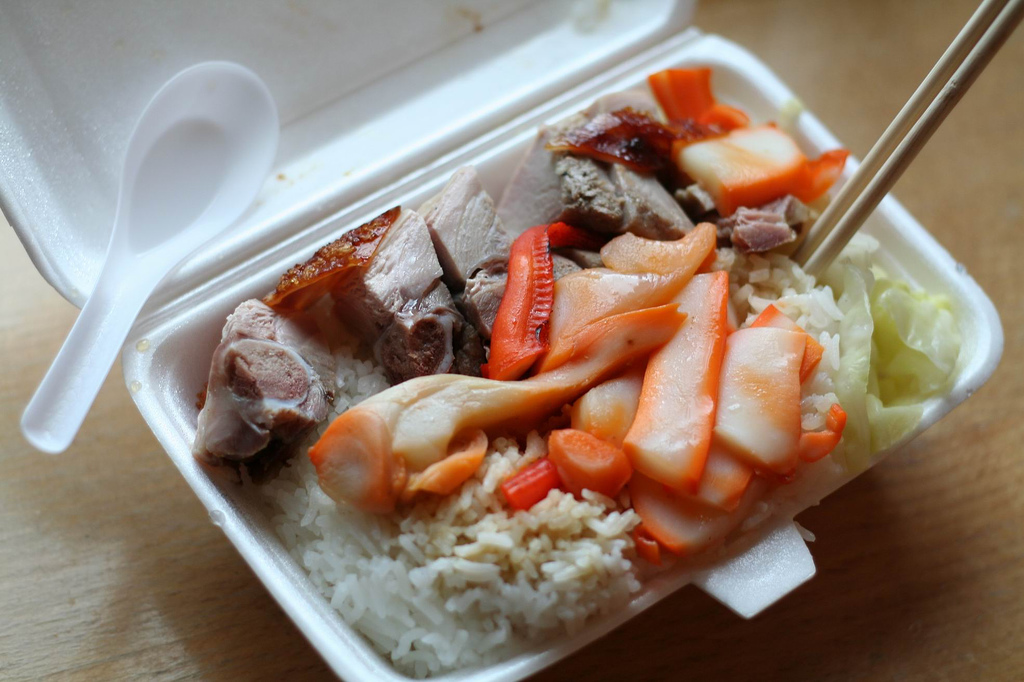
保麗龍盒燒臘飯

許多一次性餐飲用品可以用塑膠或塑膠塗層紙製成：例如杯子、盤子、碗、托盤、食品容器和餐具。使用塑膠是因為它重量輕，可以保持冷熱食品和飲料的溫度。泡沫聚苯乙烯（有時也稱為聚苯乙烯泡沫塑膠）是餐飲包裝中最常用的塑膠類型之一，通常用於製作泡沫食品容器。非泡沫聚苯乙烯有時也用於製作餐具或塑膠盤子。聚乙烯和其他塑膠也被使用。
有時，我們會用保鮮膜來覆蓋托盤上的食物。
許多塑膠都標有SPI回收代碼以便識別。

### 紙和紙板

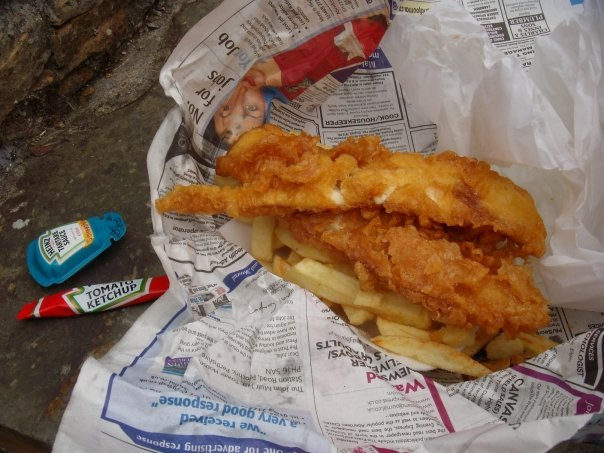
用蠟紙包裹的炸魚和薯條

由紙、紙板和瓦楞紙板製成的一次性餐飲用品包括杯子、盤子、碗、餐巾、外帶袋、托盤、雞蛋盒、餐墊和托盤襯墊。一些紙製品經過塗層（主要是塑膠塗層）或處理，以提高濕強度或耐油性。披薩托盤、薯條托盤、中式湯麵盒、漢堡翻蓋托盤等紙質和紙板包裝，都是由印刷廠利用托盤成型機等紙張加工設備生產的。
紙塑產品由回收紙板和新聞紙製成，經過加熱加壓成型，製成盤子、碗、托盤和杯託等。紙漿模塑產品易於回收。

### 木材和竹子

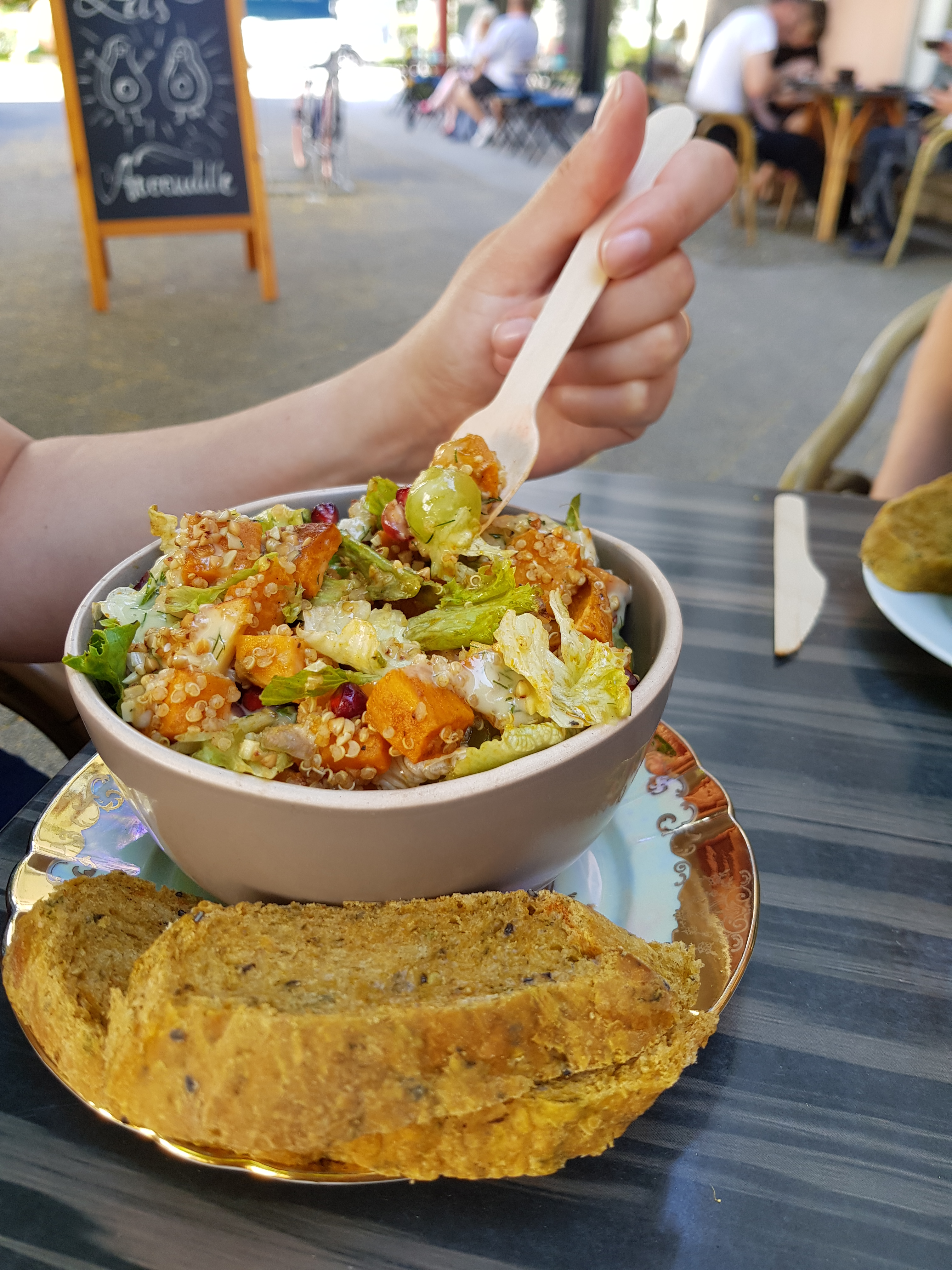
免洗木叉

近年來，製造商一直致力於開發更具永續性的傳統塑膠替代品。其中包括用竹子和木材（主要是樺木）製成的盤子和餐具。在整個生命週期中，木製品對環境的影響遠小於傳統塑料，而像聚乳酸（PLA）這樣的生物塑料（可堆肥生成乳酸）對環境的影響可能更小。

### 替代材料

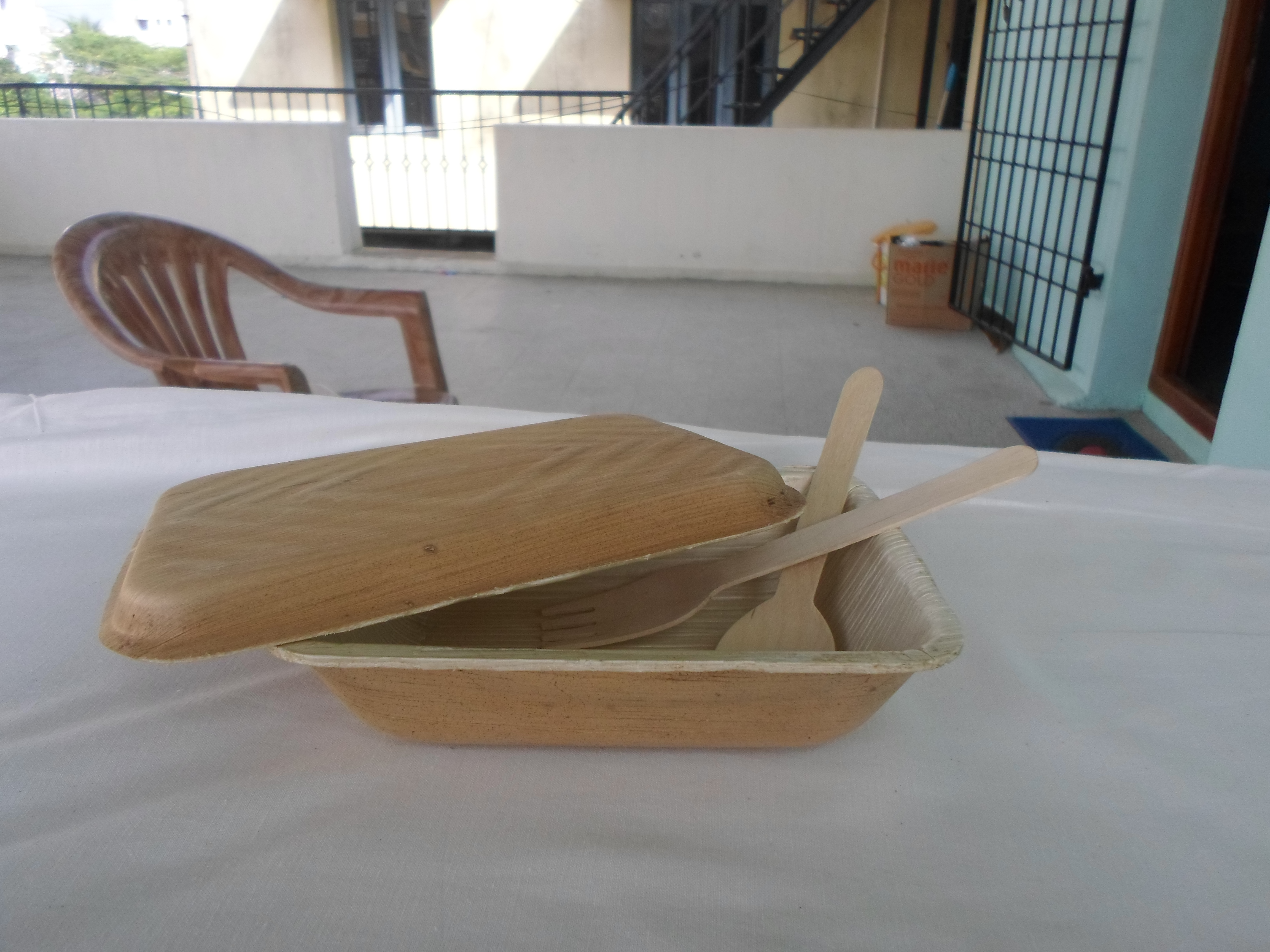
檳榔棕櫚食品容器

目前，許多製造商正在利用天然澱粉、再生纖維、水、空氣和天然礦物質等材料製造一次性餐飲用品。這些複合產品包括杯子、盤子、碗、餐具、三明治包裝紙、食品容器和托盤。理想情況下，這些產品在使用後易於生物降解和堆肥。
用於製造此類一次性餐飲用品的材料主要是聚乳酸。有些產品由聚乳酸和紙漿纖維混合製成，並經過加熱加壓成型。另一些產品則由澱粉和其他材料（例如石灰石和再生纖維）的複合材料或混合物製成，以增強其強度。
檳榔盤由檳榔樹（Areca catechu）的落葉製成。檳榔樹會將枯葉連同其葉鞘一起脫落。這些葉鞘會被從葉片上分離下來，並送往工廠。之後，葉鞘會被浸泡在清水中清洗，以去除灰塵和沙粒。葉鞘經過熱壓後，可製成檳榔盤、檳榔碗和餐盒。與其他一次性用品相比，檳榔產品100%純天然，環保環保。生產過程中不使用任何合成黏合劑或黏合劑。

## 成本
一次性餐飲包裝減少了對設備和額外勞動力的需求，是多用途物品的經濟替代品，並且無需洗碗機和其他輔助設備（例如碗架、餐車、手推車、層架、垃圾桶）。它還可以節省洗碗機的用水量和能源成本，並且無需更換破損、損壞、被盜或意外丟棄的可重複使用物品。

## 其他經濟學
免洗餐具曾是美國連鎖速食店商業策略的重要組成部分。為了使這種商業模式行之有效，快餐連鎖店，尤其是麥當勞，不得不透過廣告宣傳說服消費者，將餐具自行丟棄至垃圾桶，以避免清理餐桌的人工成本。透過鼓勵顧客自備一次性餐具的習慣，可以抵銷一次性餐具的部分內部成本。